# Бородулиха
Бородулиха (каз. Бородулиха) — село в Абайской области, административный центр Бородулихинского района. Административный центр Бородулихинского сельского округа. Код КАТО — 633830100.

## География
Расположено на южном берегу озера Большое. Райцентр удалён от областного центра (г. Семей) на 60 км, расстояние до ближайшей железной дороги — 25 км.

## История
Прежнее название Ойагаш. Село Бородулиха было образовано во второй половине XIX века. По административному делению Бородулиха относилась к Змеиногорскому уезду Томской губернии и была волостным центром. Однако экономически село больше тяготело к Семипалатинску, а не к Змеиногорску.
В 1944 году был организован Бородулихинский район с центром в селе Бородулиха.

## Население
В 1999 году население села составляло 6122 человека (2991 мужчина и 3131 женщина). По данным переписи 2009 года в селе проживало 5226 человек (2465 мужчин и 2761 женщина).
На начало 2019 года население села составило 4434 человека (2103 мужчины и 2331 женщина).